# 댜오위타이 국빈관

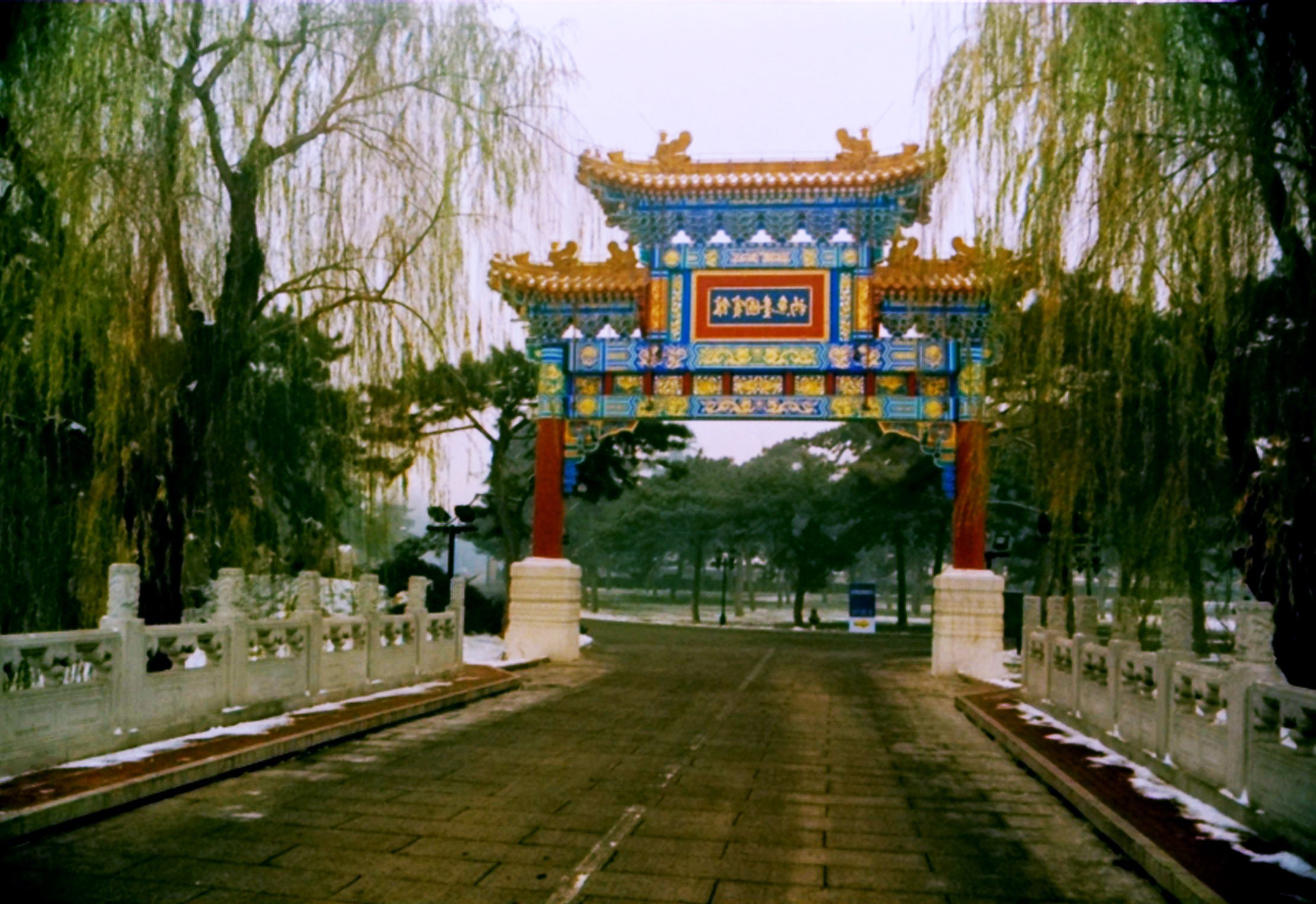
댜오위타이 국빈관 입구의 모습.

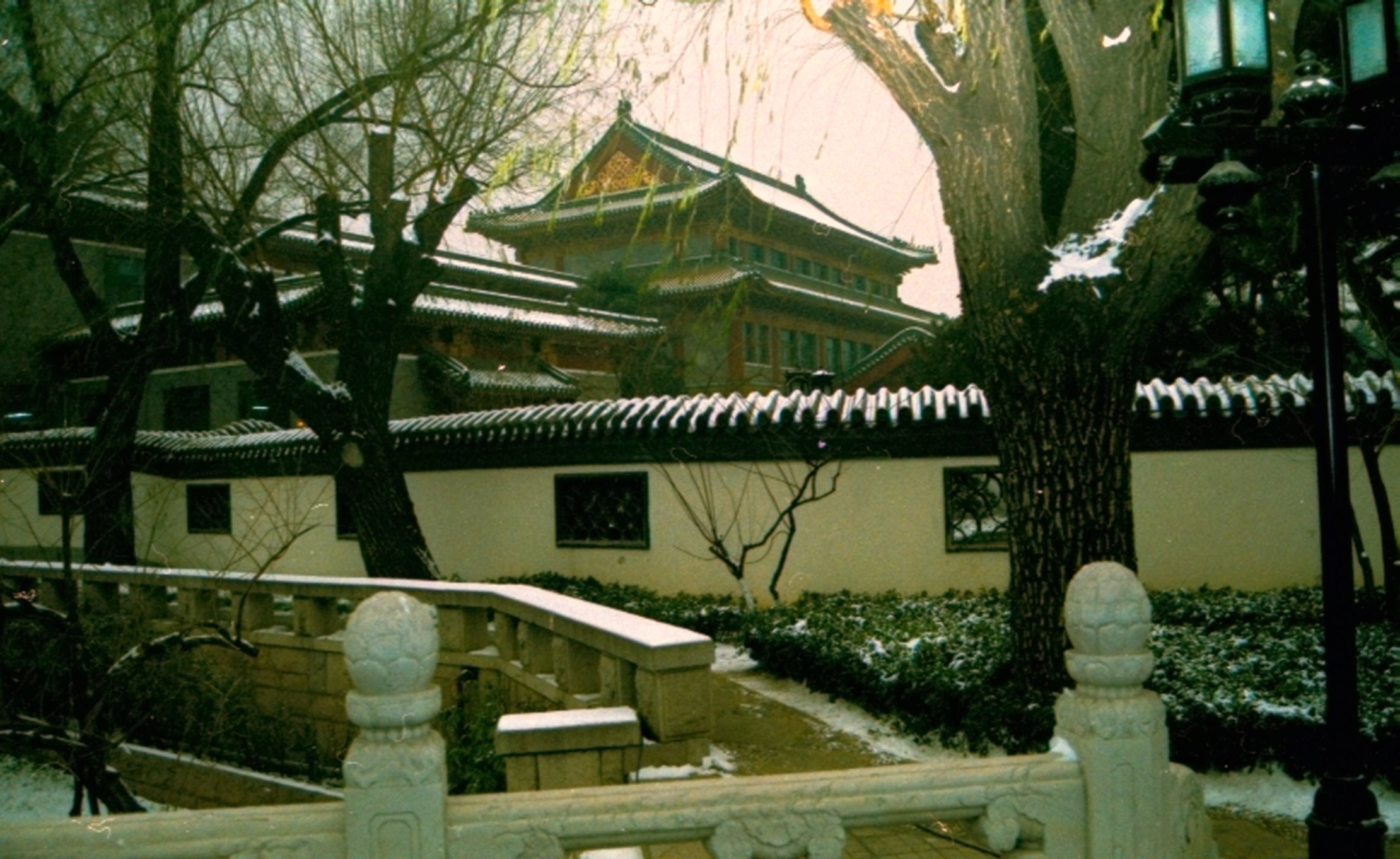
댜오위타이 국빈관의 모습.

댜오위타이 국빈관(중국어 간체자: 钓鱼台国宾馆, 정체자: 釣魚台國賓館, 병음: Diàoyútái Guóbīn'guăn, 한자음: 조어대 국빈관, 문화어: 낚시터 국빈관)은 중화인민공화국 베이징시 하이뎬구에 있는 국빈이 머무는 호텔이다. 남북 길이는 1km, 동서 길이는 0.5km, 전체 면적은 420,000m2, 호수 면적은 50,000m2, 건물 전체 면적은 165,000m2이다.

## 역사
댜오위타이(조어대, 釣魚臺)라는 명칭은 중국 금나라 장종 황제가 이곳에서 낚시를 즐긴 데서 유래했으며 명나라 영락제 이후에는 황제들과 황실 친가들의 별장 역할을 해왔다. 청나라 건륭제 시대에는 정원이 조성되었다. 센카쿠 제도를 중국에서 부르는 명칭인 댜오위타이와는 이름만 비슷하지 아무 상관이 없다.
베이징의 랜드마크로서 1959년 중화인민공화국 수립 10주년을 기념하기 위해 진행된 10대 건축 사업에 따라 건립된 건축물 가운데 하나이다. 문화 대혁명 시대에는 중앙문화혁명소조의 거점으로 여겨졌으며 장칭, 천보다, 캉성의 관저로 사용되었다.
1992년 한중 수교 이후 중국을 방문한 대한민국의 전직 대통령들도 예외없이 이곳에 묵었다. 이명박 전 대통령은 2층 규모 별장식 건물, 17개 동으로 구성된 댜오위타이 내 외국 국가원수의 숙소로 사용되는 '18호각'에서 2박을 했다. 김대중, 노무현 전 대통령도 지난 1998년, 2003년 중국을 국빈 방문했을 때 같은 18호각을 사용했다.
2004년 2월 25일부터 2월 28일까지 베이징 댜오위타이 국빈관에서 개최된 제2차 6자 회담에서 CVID 원칙이 조선민주주의인민공화국을 제외한 다섯 나라에 의해 공식적으로 수용되었다.